# John Barrington (officier)
John Barrington (mort le 2 avril 1764) est un officier de l'armée britannique, le troisième fils de John Barrington (1er vicomte Barrington).

## Biographie
Il sert dans les Scots Guards, et en 1746, il obtient la commission de capitaine-lieutenant dans les Coldstream Guards, dans lequel il est promu au rang de capitaine et de lieutenant-colonel en 1748. En 1756, il est promu au grade de colonel et nommé Aide de camp du roi George II. En 1758, le roi lui donne la place de colonel du 64e régiment d'infanterie, puis formé à partir du deuxième bataillon de la 11e, promu au grade de major-général dans les Antilles, et l'envoir en second de l'expédition contre les Colonisation française des Amériques. Le major-général Hopson meurt aux Antilles, le commandement des troupes revient au major-général Barrington, qui mène l'Invasion de la Guadeloupe (1759). En juin 1759, il est retiré du 40e régiment, et le 24 octobre de la même année placé à la tête du 8e régiment du Roi; il est également nommé gouverneur de Berwick. Il est mort à Paris.